# 湯火聖
湯火聖（1956年10月29日—），中華民國政治人物，南投縣魚池鄉武登村人，前立法委員。曾任行政院中部聯合服務中心副執行長。
大學就讀輔仁大學社會學系，於1989年自美國瑞吉斯大學取得企業管理碩士學位，歸國以後，在大姊的汽車工廠擔任經理。1990年發生野百合學運，燃起服務社會的熱情，進而投入社會運動及政治路途。參選過南投多次民意代表選舉，曾任第三屆國大代表，曾擔任代表民主進步黨任職第五、六屆立法委員。擔任立委期間主要於國防委員會審查法案，也因此對於南投軍人青年多有照護。南投縣民因其姓名暱稱湯火聖為聖火湯或阿湯哥。

## 從政經歷

### 中華民國第五屆立法委員（2002－2005）

#### 提案、質詢
- 主張減少公務機關油料費用，提出公務機關車輛「油票改油摺」，也建議行政部門車輛油料費用刪減百分之五十，減少浪費，雖然這項提案在黨團內部協商中刪減為百分之二十，但在朝野協商時依舊宣布無效。[2]
- 要求相關單位正視台灣缺乏麻醉科醫師及麻醉醫療的安全性等相關問題，針對台灣麻醉醫學會發布之「九十二年度麻醉重大併發症與死亡病例問卷調查表」，國內七十多家醫院去年執行近六十萬件的手術麻醉中，有三百多人出現麻醉併發症，其中三分之一更因此死亡，死亡率為十萬分之十七，風險之高竟為日本之十七倍。分析麻醉發生重大併發症原因，百分之四十是人為因素，其中以醫師缺乏警覺問題最大。麻醉專科醫師常常需要「跑檯」，麻醉專科醫師人力缺乏，主管單位應該正視國內麻醉醫療品質。[3]

#### 為人民發聲
- 提議要求修法取消車內安裝雷達測速器的相關處罰，2003年3月，湯火聖在記者會中提出監理單位資料，91年度交通超速罰鍰總金額就高達新台幣八十三億六千八百萬餘元；又例如屏鵝公路十公里路段，速限速限變化從四十公里到七十公里，標示不清、罰則不公；湯火聖指出，台灣道路狀況混亂，道路標示不清楚，市面上測速器還能語音提醒駕駛人前方路況，增加駕駛安全，要求交通部重新檢討相關草案。[4]
- 2003年7月18日立委簡肇棟、林育生、蘇治芬、湯火聖披露富民黨披著政黨外衣，行吸金、現金、投資等營利行為，詐騙民眾上百億。[5]
- 提出行政院應檢討及修正軍中退休回任制度。2004年調閱銓敘部與國防部的資料中發現，國防部裡12000多位約聘人員中，有2507位是軍職退休後轉任，其中又有1261位領取雙薪，退休俸加上回任薪水，這些人每個月領取了11萬至14萬的雙薪；所花在這些回鍋人員的人事費，不包括退休俸，每年就花了20餘億元， 湯火聖認為行政院應盡快修改相關法條與處理這些個案，避免浪費納稅人的稅金。[6]

### 中華民國第六屆立法委員（2005－2008）

#### 為人民發聲
- 推動修法消費者所購買的票券都應該視為有價證券。2005年11月提出禮券、回數票等商品不得標示「不得退費」或「逾期作廢」字樣，消費者用錢購買的票券，都要視同有價證券，未經使用的票券，消費者都應可要回對等的金錢。[7]
- 監督縣府公益彩券盈餘的流向。2006年3月公布92、93年南投縣政府動支盈餘補助社福團體明細，資料中顯示部分公益彩券盈餘遭有心人士誤用，有分贓、替代及討好特定團體等不當使用情形，或是變相成為公務預算及地方政府周轉金，湯火聖呼籲市府將盈餘使用及補助明細公布，透明彩券盈餘流向，也與議員賴燕雪合作在議會提案要求縣府訂期公開彩券盈餘流向，監督市府預算及彩券盈餘使用。][8]
- 嚴禁不法及公器私用的行為。2007年1月，湯火聖質疑無名小站成立之初，利用的是教育部及交通大學的學術網路資源，而無名小站被雅虎奇摩以7億新台幣併購，這樣的行為是公器私用。湯火聖肯定無名小站青年創業，但是利用公共資源圖利，並不是可鼓勵的行為，要求教育部嚴查此事。[9]
- 重視交通安全及關心南投地方交通設備完善與否。2007年5月，要求交通部成立專案小組，改善南投天梯風景區路況，包括舖設柏油、彎道設置反視鏡、加裝護欄並設置接駁專車等等，以免再次發生車禍有遊客傷亡[10]，增加交通安全。[11][12]
- 多次在國會促成兵役縮短為一年的法案。[13]

#### 推動集集支線從新烏日車站行駛到車埕
- 為了彌補高鐵沒有行駛到南投縣，強力推動「高鐵觀光列車」，遊客可以從台中新烏日車站搭乘集集支線進入南投縣集集、車埕各車站景點，一天八個班次，於2007年1月21號首航。[14][15][16]

### 連任失利與2009年南投縣長提名
2008年1月不敵國民黨提名的林明溱，又遭逢民進黨中央執政表現不佳影響，挑戰三連霸失利。2009年2月，民進黨中央多次說服湯火聖出戰競選2009年南投縣縣長選舉，湯火聖起初以財務困難為由多次婉謝，但民進黨中央多次勸進及地方鄉親的支持之後，湯火聖慎重考慮之後決定參選。但兩個月後，卻傳出不明人士假借以民進黨中央黨部及縣黨部名義，於2009年4月11日各大報夾報宣布湯火聖退出南投縣長選舉的黑函文宣。4月22號，湯火聖因黑函事件造成名聲受損，向民進黨中央黨部提出放棄參選。

### 2013年民進黨南投縣縣長初選
與李文忠共同角逐民進黨南投縣長的提名，湯火聖提倡婦女政策，未來將會聘用女性副縣長，落實提升女權、兩性平等。另外強調自己擁有20年在地服務，希望在地人支持在地人。
最後初選結果，李文忠領先湯火聖6%支持度。

### 2015年南投縣第二選舉區立法委員缺額補選
民進黨徵召前立委湯火聖對戰甫卸任兩屆南投市長的許淑華，由於泛藍分裂，被認為有機會「漁翁得利」；不過雖守住竹山鎮、名間鄉等傳統綠營優勢鄉鎮，仍小輸對手三千餘票，回鍋失利。

### 政治主張
- 擔任立法委員時期，主張以行政制度透明化、政府體制結構化及觀念現代化來監督行政部門。[2]
- 主張逐步、分階段縮短役期，但絕對不能躁進危害國家安全。湯火聖指出，2004年連戰提出若他當選總統，一年服兵役縮短至三個月的政見，簡直是直接解除台灣自保國防能力，拿國家安全開玩笑。[25]
- 主張台獨。2004年6月針對黃埔建校建軍80周年，中央各軍事院校校友發表的共同心聲[26] 一文提出批評，指出郝柏村與黃埔退役將領領台灣高額退休金，甚至有750名退役的高階將官裏有371名不回台灣，照樣領取超過50,000,000元的高額退休金，居然還反台灣。依照黃埔建校建軍80周年，中央各軍事院校校友發表的共同心聲一文湯火聖提出反駁，「三軍統帥不遵守憲法，軍隊國家化也就毀了，這樣的意思也就是說如果一個元首不遵守憲法的時候，接著就要發動政變了。軍隊沒有所謂國家化，但是如果一個國家元首，違憲的話輪到軍人來管嗎？這完全是一個非常專制的想法，是一個軍人為首的想法。」[27]
- 動「美麗家園、健康社區」，為南投縣創造留住觀光客以及美好回憶的環境，也期望帶動地方多方產業的發展。[28]
- 支持軍購。2005年10月，湯火聖指出當時國軍使用的S2T戰機機齡已高達60年，加上沒有空調與GPS定位系統，造成飛官在駕駛S2T時身、心方面都有極大的壓力，主張通過軍購案，保護飛官執勤安全。加上國軍所有四件潛艇中，海獅、海豹服役超過六十年，已不具攻擊力，更是需要盡快通過軍購案，維持國家安全。[29]
- 2007年5月，肯定國軍將「軍人信念」綱目回歸為「國家、責任、榮譽」，貫徹「軍隊國家化」的目標。[30]
- 2007年9月，民進黨全代會中討論正常國家決議文時，湯火聖主張「國家正名為台灣」，但僅獲得30票支持，無法過關。[31]
- 反對服務貿易協定，認為台灣的自由經濟體若在不對等的協議底下，會造成人民損失，應審慎審查條款。[32][33]

## 外部連結
- 立法院 （页面存档备份，存于）
- 湯火聖第6屆的投票表決紀錄 （页面存档备份，存于）
- 湯火聖官方網站-推動浪潮，希望南投